# Pycreus pumilus
Pycreus pumilus là loài thực vật có hoa trong họ Cói. Loài này được (L.) Nees miêu tả khoa học đầu tiên năm 1834.